# Olkusz

Stadsvapen.

Olkusz är en stad i Lillpolens vojvodskap i södra Polen. Olkusz har 32 261 invånare (2023).